# Mira stenoscapa
Mira stenoscapa är en stekelart som beskrevs av Boucek 1977. Mira stenoscapa ingår i släktet Mira och familjen sköldlussteklar.
Artens utbredningsområde är Spanien. Inga underarter finns listade i Catalogue of Life.